# Вегелінсорд
Вегелінсорд (нід. Vegelinsoord) — село в нідерландській провінції Фрисландія. Входить до муніципалітету Фріске-Маррен.
Його площа становить 16,02 км², а населення станом на 2021 рік складало 390 осіб.
Перша згадка про населений пункт датується 1913 роком.

## Галерея

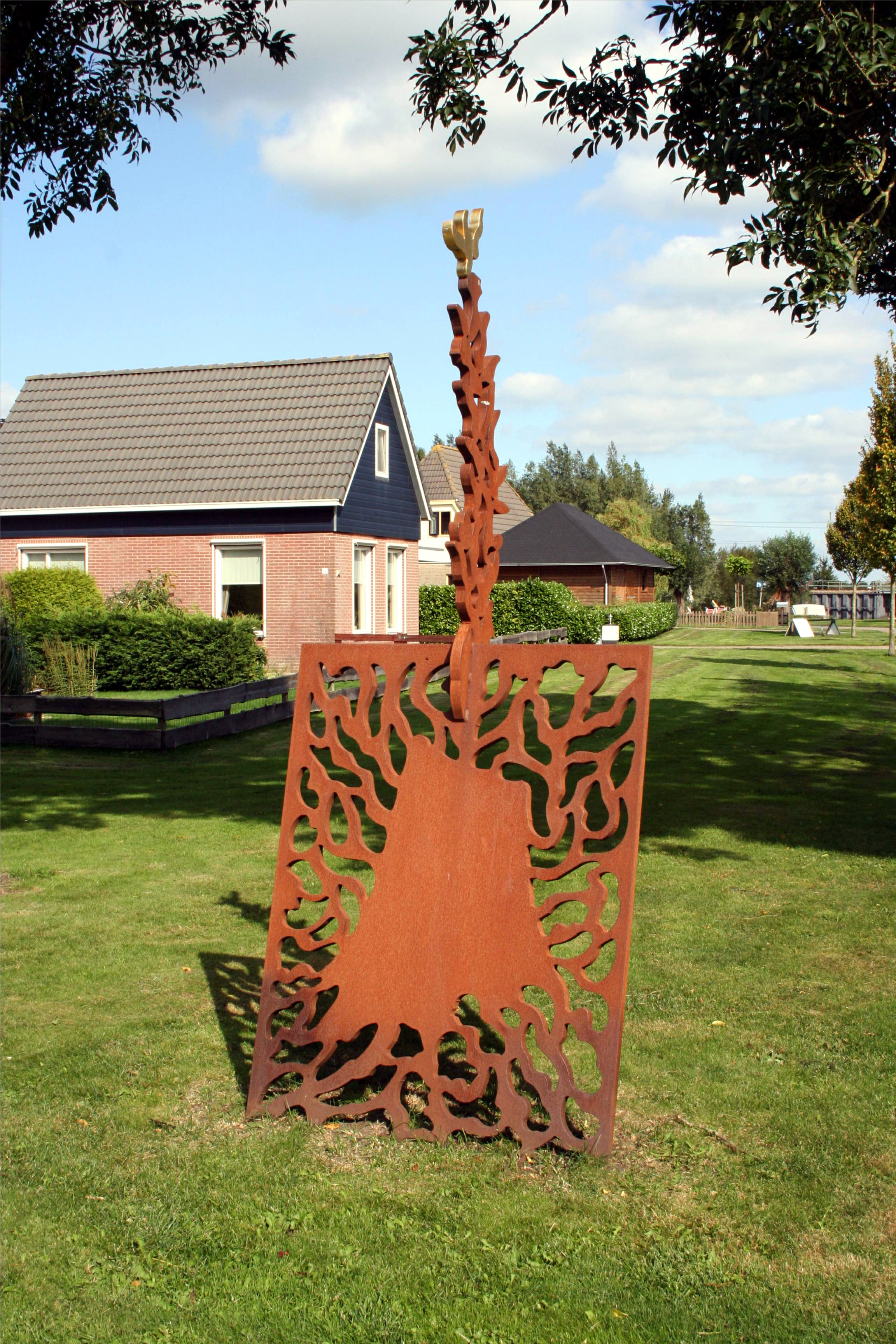
Арт-об'єкт у селі
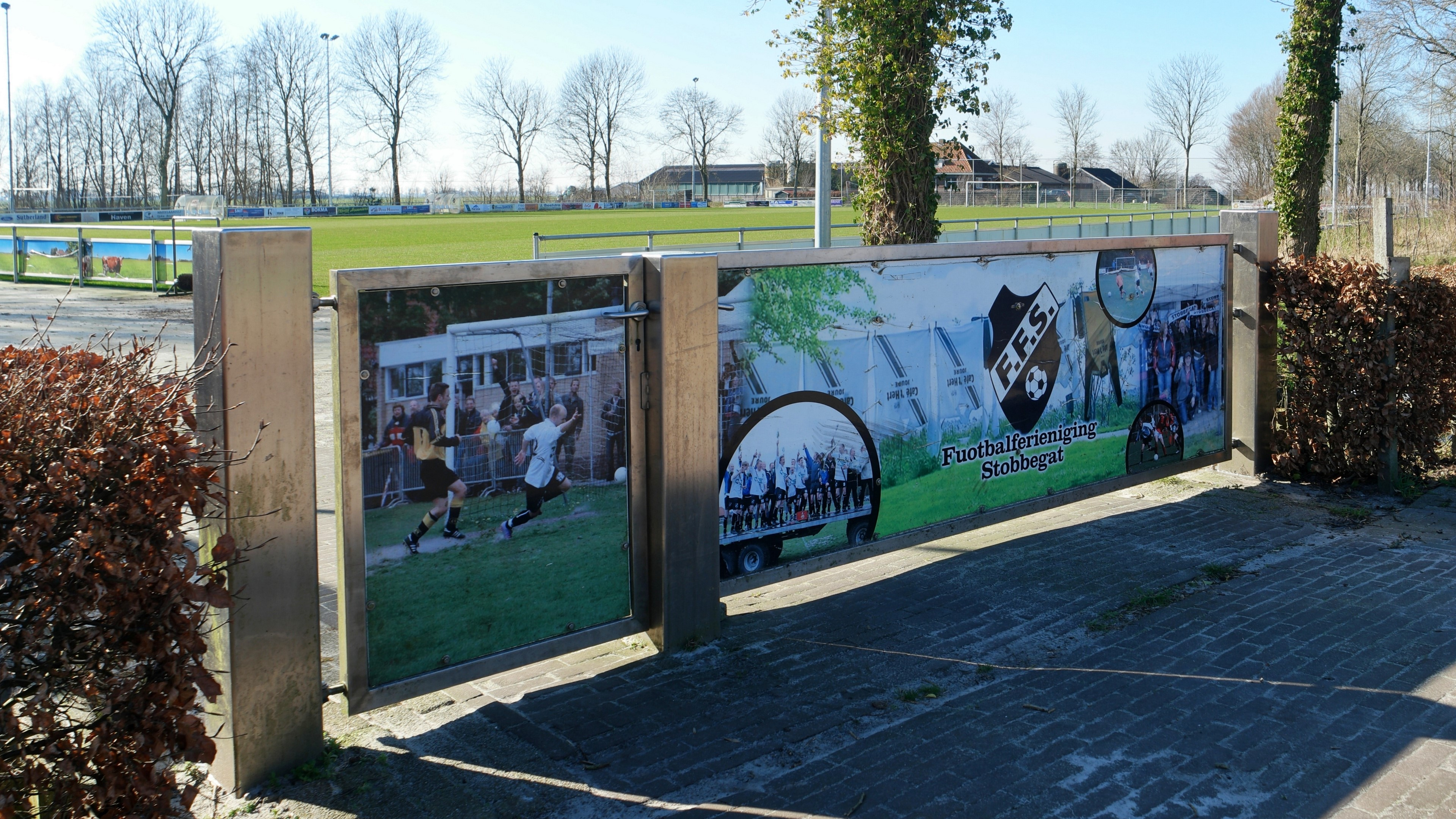
Сільський стадіон